# A bosszú harcosa (film, 1986)
A bosszú harcosa vagy A gyűlölet ára (eredeti cím: Born to Defence / Born to Defense / Born to Defend; hagyományos kínai: 中華英雄, pinjin: Zhong hua ying xiong, magyaros átírásban: Csung hua jing hsziung) egy 1986-ban bemutatott hongkongi akciófilm, Jet Livel a főszerepben. A film egyben Li rendezői debütálása is. A film különlegessége, hogy Li nem a hagyományos harcművészeti képességeit vonultatja fel, hanem amerikai ökölvívással harcol. A filmet Li egyik kritikai kudarcaként könyvelték el.
A filmet Hongkongban 1986. február 16-án mutatták be a mozikban. Magyarországon először a VICO adta ki VHS-en 1992-ben, majd 2006-ban az SPI International adta ki újra DVD-n, új szinkronnal.

## Cselekmény
1945, Kína, a második világháború után. Jet katonaként harcolt a japánok ellen a háborúban, most pedig társaival együtt visszatér szülővárosába, Csingtaoba. A városba érkezve azt látják, hogy az nagyon megváltozott eljövetelük óta. A városban jelenleg is amerikai katonák állomásoznak, akik minden dicsőséget a magukénak tudnák, a kínai katonák pedig úgy érzik, hogy nem értékelik őket. Jet egy darabig volt katonatársánál, Zhangnál száll meg, aki a harcszíntéren megmentette korábban az életét.
Egyik éjszaka egy amerikai százados, Hans elgázol elgázol egy járókelőt. Jet segíteni próbál rajta, ám közben összetűzésbe kerül néhány amerikai katonával. Jet akkor nyer, de ezáltal az amerikaiak célpontjává válik és az életéért kell küzdenie.

## Szereplők
| Színész               | Szerep                     | Magyar hang (1. szinkronos változat) | Magyar hang (2. szinkronos változat) |
| --------------------- | -------------------------- | ------------------------------------ | ------------------------------------ |
| Jet Li                | Jet                        | Bor Zoltán                           | Csőre Gábor                          |
| Erkang Zhao           | Zhang                      |                                      | Háda János                           |
| Jia Song              | Na                         |                                      |                                      |
| Kurt Roland Petersson | Hans százados              |                                      | Tarján Péter                         |
| Paulo Tocha           | Bailey                     |                                      |                                      |
| Yuen Fai              | Jet barátja                |                                      |                                      |
| Lam Hak-ming          | Rendőr                     |                                      |                                      |
| Cho Wing              | Dühös kínai                |                                      |                                      |
| Dion Lam              | Dühös kínai                |                                      |                                      |
| Ng Kit-keung          | Dühös kínai                |                                      |                                      |
| Dean Harrington       | Amerikai tengerészgyalogos |                                      |                                      |
| Mark King             | GI Blue                    |                                      |                                      |
| Yuen Kam-fai          | Katona                     |                                      |                                      |
| Zhang Chun-zhong      | Katona                     |                                      |                                      |

## Bevétel
Hongkongban a film összesen 11,456,731 hongkongi dollár, ezzel 38. helyen zárva az éves bevételi listán, amivel Hongkongban csalódást keltő teljesítményt ért el.
Kínában a film viszont hatalmas siker volt, az év második legtöbb bevételt termelő filmje lett az országban. Összesen 80 millió jüant termelt, és 97 millió jegyet adtak rá el országszerte. Később a filmet Dél-Korea fővárosában, Szöulban is bemutatták, ott 782 jegy kelt el rá.